# Edinburgh Academical Football Club
Maillots
Dernière mise à jour : 1er août.
 Edinburgh Academical Football Club  ou Edinburgh Academicals ou  Edinburgh Accies est un club de rugby à XV écossais basé dans la ville d'Édimbourg qui évolue en Championnat d'Écosse, l'élite du rugby écossais.

## Histoire

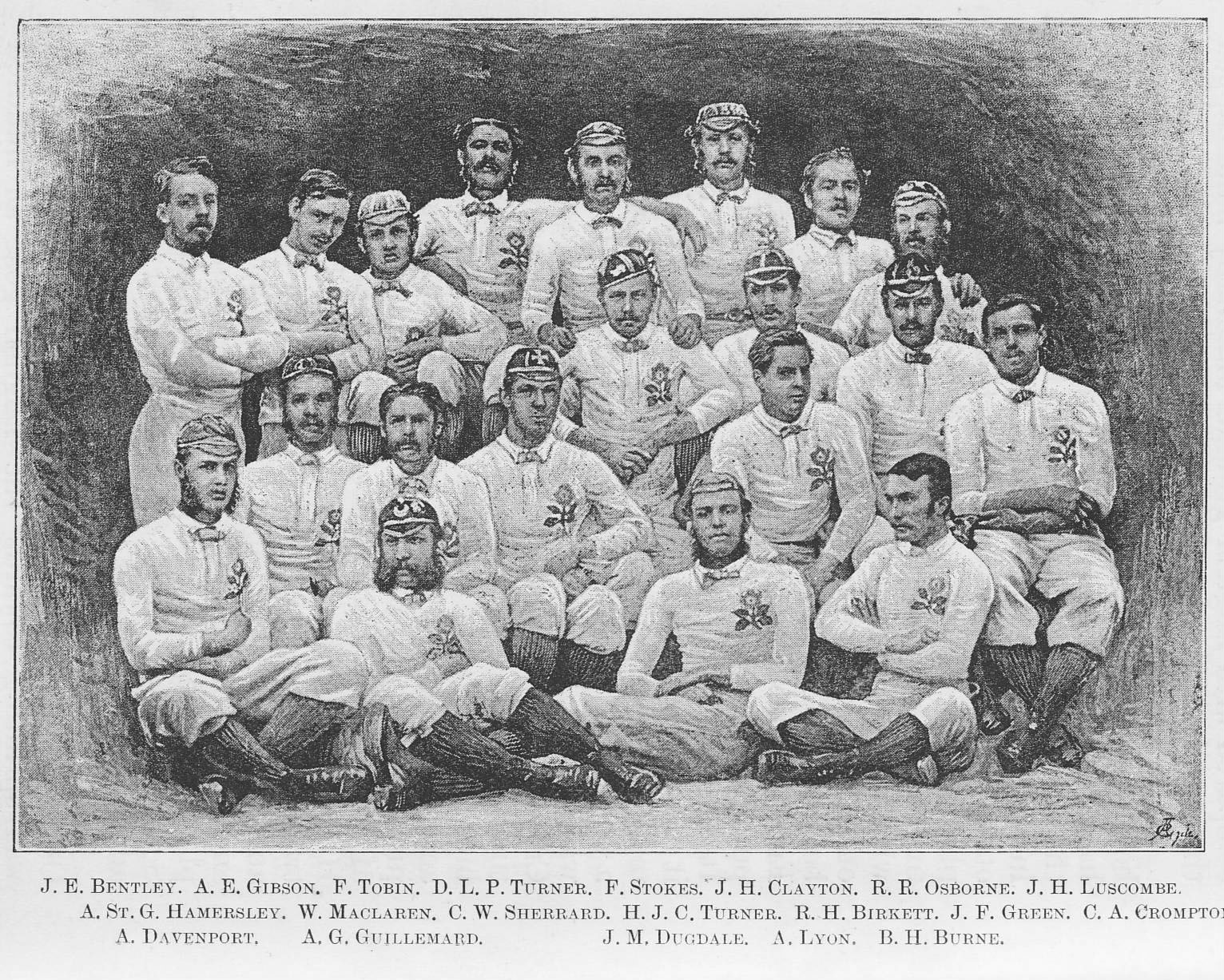
L'équipe d'Angleterre en 1871 qui dispute le premier match international de l'histoire contre l'Écosse.

Le Edinburgh Academical Football Club est à l’origine le club de la Edinburgh Academy, l’un des plus prestigieux lycées privés d’Édimbourg. On commença à manier le ballon dès 1851, et mais c’est Alexander Crombie, adolescent venu de Durham (Angleterre) en 1854, qui imposa le jeu de rugby. Le club n'accomplit sa première vraie saison qu’en 1857, date retenue pour sa fondation, ce qui en fait le plus vieux club de rugby d’Écosse et l’un des plus vieux du monde. Le frère d’Alexandre Crombie, Francis, est alors accepté en tant que membre parce qu’il est parent d’un des membres du club. Il devient le premier capitaine de l’équipe en 1858. Comme son nom complet l’indique, on joue alors au « football », la différenciation au niveau des règles entre « football association » et « rugby football » n’intervenant qu’au cours des années 1860.
Les Accies sont l’un des plus prestigieux clubs du pays. Ils font partie des quatre clubs avec West of Scotland FC, Glasgow Academicals RFC et l'université de St Andrews qui lancent un défi aux Anglais, via le Blackheath RC à Londres, pour les affronter à 20 contre 20. C’est ainsi que sur leur stade de cricket à Raeburn Place a lieu la première rencontre de l’histoire, remportée par l'Écosse sur l'Angleterre le dimanche 27 mars 1871 devant 4 000 curieux. En 1895, le club décide de ne plus prêter son stade à la fédération écossaise en raison des nuisances qui se produisent à chaque rencontre, des frais très élevés et de l’impossibilité d’utiliser les installations en cas de match, lesquels ont lieu le lundi après-midi. C’est donc à cette époque que l’équipe d’Écosse part s'installer à Inverleith.
L'équipe intègre la troisième division lorsque les championnats sont créés en 1972. À la fin de la saison 2007-2008, le club termine second du championnat de division 2 et accède à la première division. La même année, il fait un bon parcours en coupe d'Écosse puisqu'il atteint la finale. Le club s'incline 24-13 contre  qu'il remporte contre les Glasgow Hawks. Les Accies ne restent pas longtemps au sein de l'élite puisqu'ils sont relégués en division 2 à la toute dernière journée du championnat.

## Palmarès
- Vainqueur du Scottish Premiership Division 2 en 1997
- Vainqueur du Scottish Premiership Division 3 en 2004
- Finaliste de la coupe d'Écosse en 1993 et 2009

## Joueurs célèbres
Aucun autre club écossais n’a fourni autant d’internationaux à l’équipe d’Écosse : plus d’une centaine dont treize Lions britanniques sont sortis de ses rangs et cinq ont joué pour l’Angleterre. Parmi ces joueurs, on peut noter :
| - Rodger Arneil - Mike Blair - David Callam - Doug Elliot - John Gillespie - Phil Godman | - Donnie Macfadyen - Stuart Moffat - Scott Murray - Tom Philip - Nathan Pike - Mark Rennie | - Rowen Shepherd - David Sole - Barry Stewart - Rob Wainwright - Tom Philip |